# Esto no es una salida
Esto no es una salida es un miniálbum de Nacho Vegas realizado por Paco Loco y mezclado por John Agnello en El Puerto de Santa María, provincia de Cádiz, durante los meses de septiembre de 2004 y agosto de 2005.
El disco publicado el 10 de octubre de 2005, cuenta con seis canciones, cuarenta minutos de música, editados (por primera vez en Limbo Starr) en formato doble: Vinilo 12" + CD.
La primera cara del disco, abre con "Nuevos planes, idénticas estrategias", la única extraída de su álbum "Desaparezca aquí", y uno de sus títulos más celebrados. Las otras cinco provienen de las mismas sesiones de grabación, grabadas junto a su banda, Las Esferas Invisibles (Iker González, Manu Molina, Jairo Moreno y Xel Pereda), por Paco Loco, y mezcladas (también) por John Agnello el pasado agosto. La masterización corrió a cargo de José María Rosillo, y el evocador diseño de carpeta es obra del habitual C. S. Ulla. Además, y como complemento a un lanzamiento tan especial, se incluye un relato inédito y exclusivo de NV.

## Lista de canciones
| N.º | Título                                 | Duración |  |
| 1.  | «Nuevos planes, idénticas estrategias» | 5:52     |  |
| 2.  | «Con amor y absurdidad»                | 6:28     |  |
| 3.  | «Hablando de Marlén»                   | 6:48     |  |
| 4.  | «Mi Marylin particular»                | 6:17     |  |
| 5.  | «El último baile»                      | 5:47     |  |
| 6.  | «Cosas bien hechas»                    | 9:11     |  |